# Chirgisia
Chirgisia is een geslacht van weekdieren uit de klasse van de Gastropoda (slakken).

## Soort
- Chirgisia alaarchaensis Glöer, Boeters & Pešić, 2014